# Flicka (film)
Flicka – Den bruna mustangen är en amerikansk film från 2006 regisserad av Michael Mayer. Filmen är baserad på ungdomsromanen Min vän Flicka från 1941 av Mary O'Hara, som redan tidigare filmatiserats 1943 som Hans vän Flicka. Romanen ligger även till grund för TV-serien My Friend Flicka (1955–1958). 
Filmen fick även två uppföljare i Flicka 2 - Vänner för alltid (2010) och Flicka – Bästa vänner (2012). 

## Handling
Filmen handlar om tonårstjejen Katie (Alison Lohman) som bor på en ranch i Wyoming med sin familj. Katie drömmer om att ta över gården men hennes pappa vill att hon ska avsluta high school och börja på college. Filmen börjar i skolan då Katie dagdrömmer om ett vårutsläpp av hästarna. Hon vaknar då av att klockan ringer ut och hon inte skrivit en enda bokstav. En dag tämjer hon en mustang som hon kallar Flicka och försöker övertyga sin pappa om att hon en dag kan ta över gården. Katie och Flicka får vara med om många tragiska saker. Trots detta fortsätter Katie och Flicka att leva och ställa upp för varandra. Men när en tragedi inträffar, krävs både kärlek och viljestyrka för att familjen ska lyckas återfinna hoppet om att dottern och Flicka ska återvända oskadda. 

## Rollista
- Alison Lohman – Katherine "Katy" McLaughlin
- Tim McGraw – Robert "Rob" McLaughlin
- Maria Bello – Nell McLaughlin
- Ryan Kwanten – Howard McLaughlin
- Dallas Roberts – Gus
- Nick Searcy – Norbert Rye
- Danny Pino – Jack
- Kaylee DeFer – Miranda Koop
- Jeffrey Nordling – Rick Koop
- Dey Young – Esther Koop
- Buck Taylor – Wagner